# Zeria serraticornis
Zeria serraticornis är en spindeldjursart som först beskrevs av William Frederick Purcell 1899.  Zeria serraticornis ingår i släktet Zeria och familjen Solpugidae. Inga underarter finns listade i Catalogue of Life.